# 篮子里的恶魔2
《篮子里的恶魔2》（英語：Basket Case 2）是一部1990年美國喜劇恐怖片，由法蘭克·亨南洛特編劇和導演，是1982年電影《篮子里的恶魔》的續集。凱文·范·亨特林克飾演杜安·布拉德利，他和曾是連體的雙胞胎畸形兄弟彼列一起搬進了“獨特個體”之家，由他們失散多年的姑姑、古怪的慈善家露絲奶奶（安妮·羅斯飾）經營。
這部電影在1991年催生了另一部續集《篮子里的恶魔3》。

## 剧情
在第一部電影結束時，杜安·布拉德利和他的雙胞胎兄弟彼列從公寓樓墜落後被送往醫院。他們不尋常的情況引起了媒體的關注，使得他们无法过上秘密的生活。露絲奶奶在新聞上看到了他們的故事，將他們從醫院救了出來。她把他們帶回了自己的家，在那裡她和孫女蘇珊照顧著一個由同樣畸形的人組成的大家庭。在這些人中有一个叫伊芙的，她與彼列的相似之處在於她也是一個沒有軀幹的怪胎。在露丝拯救她之前，她受到了创伤，她是个哑巴，大部分时间都待在阁楼上。几年过去了，随着伊芙和彼列的相爱，杜安对彼列的怨恨越来越深。他还没有因为莎伦的死而原谅彼列，并希望过一种没有“怪胎”围绕的生活。以前他一直因为他们之间的精神纽带而无法离开彼列。
在这期间，一个名叫玛西的卑鄙记者和她同样卑鄙的摄影师一直在寻找布拉德利兄弟，以便将他们绳之以法。在發現怪胎後，瑪西決定將他們暴露在世人面前，露丝和其他人不得不想办法阻止她。他们杀死了摄影师，以及协助玛西的一名私家侦探。杜安以彼列想接受采访为借口欺骗玛西，乘机让怪胎们溜进她家。彼列毁了她的脸，把她也变成了一个怪胎。
那天晚上，怪胎們慶祝他們的勝利，而伊芙和彼列在閣樓上做爱。杜安將此視為最終擺脫彼列的機會，走近蘇珊，要她和他一起逃跑。她对他离开自己的兄弟感到震惊，并透露她也是一个怪胎。原来，她已經懷孕六年了，她的孩子一直拒絕離開她的子宮。这一切打破了杜安最后的心理防线，他把苏珊推到窗外杀死了她。然后他去找彼列，强行把他缝在自己的身上。影片结束时，露丝和其他人发现了杜安的所作所为，惊恐地盯着他。

## 家庭媒体
《篮子里的恶魔2》於2007年10月由Synapse Films發行DVD。